# Hare Hall

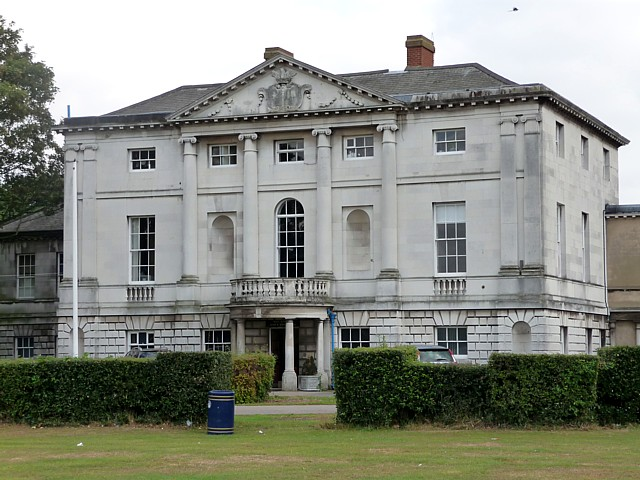
Hare Hall, Nordwest-Ansicht

Hare Hall ist ein ehemaliger Herrensitz in Romford, einem Vorort von London im Bezirk Havering. Zwischen 1768 und 1769 von John Arnold Wallenger (auch Wallinger) errichtet und Ende des 19. Jahrhunderts umgebaut, beherbergt es seit 1921 die Royal Liberty School. Seit September 1979 steht das Gebäude unter Denkmalschutz und ist in der Kategorie II* gelistet.

## Beschreibung

### Architektur
Hare Hall ist ein Herrenhaus im Stil des Palladianismus. Seine zweieinhalb Geschosse werden von einem Schieferdach abgeschlossen. Dem Hauptgebäude schließen sich westlich und östlich kurze, zweigeschossige Seitenflügel an, deren Ende durch quadratische Pavillons mit zwei Geschossen und Zeltdach gebildet werden. Für die Südfassade kam roter Backstein zum Einsatz, während die Nordfassade aus Portland-Stein errichtet wurde, der ursprünglich für eine Brücke über die Themse vorgesehen war. Die nördliche Front ist durch vier ¾-Säulen ionischer Ordnung in fünf Felder unterteilt, von denen die drei mittig gelegenen im ersten und zweiten Geschoss hinter einem Portikus liegen und von einem dreieckigen Ziergiebel bekrönt sind. Der Giebel zeigt unter einer Falken-Skulptur zwei Wappenschilde, die mit Festons verziert sind. Der linke Schild zeigt das Wallenger-Wappen, während das rechte bisher noch nicht identifiziert werden konnte.
Die rund 18 Meter breite Fassade wird in den beiden verputzten Obergeschossen an ihren Seiten von korinthischen Doppelpilaster begrenzt und besitzt Nischen, die als Standort für klassizistische Statuen geplant waren. Das Mauerwerk des Erdgeschosses wurde aus Bossenquadern errichtet. 
An den kurzen Verbindungsbauten zwischen Haupthaus und Pavillons ist sehr gut zu erkennen, dass es sich bei ihnen früher um Säulengänge gehandelt hat, die später zugemauert und um ein Geschoss erhöht wurden. Dem südlichen Pavillon, der noch seinen ursprünglichen Kamin aus dem 18. Jahrhundert besitzt, schließen sich einige Anbauten an, die am Anfang des 20. Jahrhunderts zu Wirtschaftszwecken dienten.
Südlich von Hare Hall schließt sich ein dreiflügeliger Bau aus Backstein an, der erst im 20. Jahrhundert errichtet wurde. Gemeinsam mit dem Herrenhaus umschließt er einen nahezu quadratischen Innenhof. Von dem einstigen Park, der Hare Hall umgab, ist heute nichts mehr erhalten. Lediglich eine damals gepflanzte, seltene Korkeiche steht noch in den heutigen Außenanlagen.

### Innenräume
Der schlichte, mittig gelegenen Eingang an der Nordseite wird von einem halbrunden Balkon mit Balusterbrüstung bekrönt, der von toskanischen Säulen getragen wird. Von ihm gelangt man in eine Eingangshalle mit schwarz-weißem Fußboden, die als Verbindung zum zentral gelegenen Treppenhaus führt. Es besitzt weiße und cremefarbene Steinstufen und wird durch ein großes, ovales Oberlicht beleuchtet. 
Beim Bau war die erste Etage des Hauses als Beletage geplant, was sich heute noch durch die besondere Höhe der Räume in diesem Geschoss ausdrückt. Das zweite Geschoss ist nur noch halb so hoch wie die Beletage.
Auf den Bau eines Kellers musste bei Hare Hall aufgrund des hohen Grundwasserspiegels verzichtet werden.

## Geschichte

### Eigentümer und Bewohner
Die Wurzeln Hare Halls liegen in einem Gutshof, der im späten 16. Jahrhundert Goodwins (auch Godwins oder Goowins) genannt wurde. Das dazugehörige Land lag zwischen Hare Street und Brentwood Road und gehörte zum Herrschaftsgebiet der Eigentümer von Gidea Hall. Im Jahr 1600 wurde das Gut von Avory Frith bewohnt. Bei seinem Tod 1602 hinterließ er den Besitz seiner einzigen überlebenden Tochter Anne, über die das Anwesen 1647 an den Sohn ihres Cousins, Alphonse Frith, kam. Mit dessen Tod im Winter 1697/98 verlieren sich die Eigentümer vorerst im Dunkel der Geschichte.
Die nächsten urkundlichen Nachrichten über Bewohner Hare Halls finden sich erst wieder 1744, als John Wallenger Eigentümer war. Er hinterließ Hof und Land seinem Neffen John Arnold, mit der testamentarischen Maßgabe, sich in Wallenger umzubenennen, was 1768 geschah. John Arnold Wallenger baute in den Jahren 1768 und 1769 am Ort des alten Gutshofs das heutige Hare Hall und vererbte es bei seinem Tod 1792 an seinen Sohn John Wallenger Arnold Wallenger. Es ist nicht klar, wann genau die Umbenennung von Goodwins in Hare Hall geschah. Fest steht lediglich, dass sie entweder unter John Wallenger oder seinem Neffen stattfand und dass der Name von der nahe gelegenen Hare Street, der heutigen Main Road, entlehnt wurde. Als John Arnold Wallenger 1805 verstorben war, sollte das Anwesen verkauft werden, doch es fand sich lange kein Interessant dafür. Erst 1812 erstand es John Coape für rund 15.599 Pfund, in der Hoffnung es möglichst schnell mit Gewinn weiterveräußern zu können. Doch diese Hoffnung erfüllt sich nicht, denn erst zwei Jahre später fanden sich mit Benjamin Severn und Frederick Benjamin King zwei Käufer, die jedoch nur etwas mehr als 13.447 Pfund für Hare Hall bezahlten.
Benjamin Severn bewohnte und bewirtschaftete das Anwesen bis 1827 und mehrte während dieser Zeit den Landbesitz, indem er benachbarte Grundstücke dazukaufte. Doch die Bewirtschaftung war nicht rentabel und Severn musste verkaufen. Nächster Eigentümer wurde J. Western.
Im Jahr 1839 plante die Eastern Counties Railway Company, ihr Gleisnetz zwischen Romford und dem nordöstlich davon gelegenen Brentwood zu vergrößern, wozu sie Grundbesitz benötigte, der zum südlichen Teil von Hare Hall gehörte. Da das Anwesen aber nur als Ganzes zur Disposition stand, ging Hare Hall per Kauf im Jahr 1839 in das Eigentum der Bahngesellschaft über. Der nicht benötigte Grundbesitz wurde in sechs Parzellen unterteilt und ab 1840 wieder zum Verkauf angeboten. Erst 1852 konnte die Gesellschaft die Parzelle, auf der Hare Hall stand, verkaufen. Neuer Eigentümer war Robert Pemberton, der anfänglich 5.000 Pfund geboten hatte, schlussendlich aber nur 3.250 Pfund zahlen musste und für diese Summe sogar noch mehr Land, als ursprünglich vereinbart, erhielt. 
Nachdem Pemberton 1895 ohne Nachkommen verstorben war, stand Hare Hall erneut zum Verkauf. Edward und Lucy Castellan erwarben es mitsamt 71 Acres für 12.000 Pfund im Jahr 1897, ließen es modernisieren und zogen dort 1898 mit ihren Kindern ein. Ihr ältester Sohn Victor übernahm das Anwesen 1912, während der jüngere Sohn, Charles Ernest, für sich und seine Familie das heutige Hare Lodge erbaute. 
Während des Zweiten Weltkriegs wurde Hare Hall durch das britische Militär für die Artists Rifles und das 2. Sportmen's Battalion requiriert. Die Offiziere wohnten im Herrenhaus, während die Mannschaften in Baracken und einer Zeltstadt untergebracht waren. Nach dem Krieg baute die Familie Castellan eine Wohnsiedlung auf dem umgebenden Land, deren Straßen nach den einstigen Besitzern Hare Halls benannt sind. Das Herrenhaus mit ein wenig Landbesitz erwarb 1921 der Gemeinderat von Romford, um es als Schulgebäude der Royal Liberty School zu nutzen. Das einstige Jungengymnasium (mittlerweile eine Gesamtschule) ist auch heute noch auf dem Gelände beheimatet.

### Baugeschichte

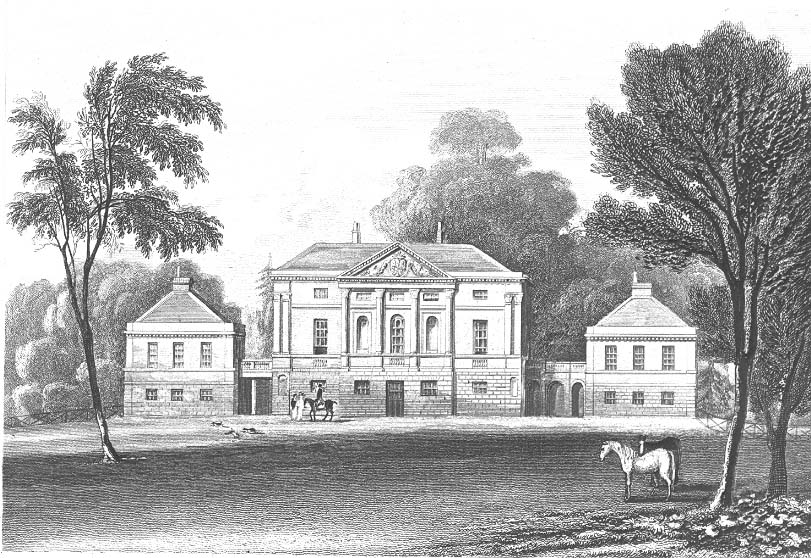
Hare Hall um 1800 auf einem Stich von J. Wallis

1610 bestand die Vorgängeranlage Hare Halls aus drei Gebäuden. Diese ließ John Arnold Wallenger niederlegen, um an ihrer Stelle ein Herrenhaus im Stil des Palladianismus zu errichten. Die Entwürfe dafür stammten von dem Architekten James Paine, der auch die Pläne für Thorndon Hall bei Brentwood und für Wardour Castle in Wiltshire erstellt hat. Wahrscheinlich hatte schon Arnolds Onkel, John Wallenger, den Neubau zu seinen Lebzeiten geplant und den Architekten mit der Planung beauftragt. Nach der Fertigstellung befanden sich in der ersten Etage des Hauses die herrschaftlichen Wohnräume, darunter der 11 × 6 Meter große Festsaal, während das Erdgeschoss mehrheitlich Wirtschaftsräume und das zweite Obergeschoss die Schlafzimmer der Eigentümerfamilie beherbergte. Im Erdgeschoss der beiden Pavillons befanden sich weitere Wirtschaftsräume wie die Molkerei, Brauerei, Speisekammer und Küche, während sich in deren Obergeschossen die Schlafzimmer der Bediensteten befanden. Weitere Gebäude, die sich um den westlichen Pavillon gruppierten, dienten zum Beispiel als Spülküche und Backhaus.
Paine hatte für die Nordfassade üppiges Dekor in Form von zahlreichen Statuen und Urnen vorgesehen, doch kamen diese nie zur Ausführung. Anders verhielt es sich mit zahlreichen von Paine geplanten blinden Fenstern, die von außen nicht als solche zu erkennen sind. John Arnold Wallenger engagierte außerdem um 1771 Richard Woods, der rund um Hare Hall einen Park nach den Vorbildern Capability Browns schuf.

Hare Hall ca. 1910

Als das Ehepaar Castellan das Anwesen Ende des 19. Jahrhunderts erwarb, waren die Gebäude stark heruntergekommen und mussten renoviert werden. Diese Gelegenheit nutzten die Castellans auch zu 6.000 Pfund teuren Modernisierungen und Umbauten am Herrenhaus nach Plänen des Architekten Howard Seth-Smith. Auffälligste Umgestaltung am Äußeren während der zweijährigen Arbeiten war die Aufstockung der kurzen Säulengänge um ein Geschoss und der Anbau zweier großer Räume im Erdgeschoss der Südseite, sodass diese gemeinsam mit den Pavillons und den Verbindungsflügeln einen glatten Abschluss bildeten. Zugleich wurde dem südlichen Eingang ein Portikus vorgesetzt. Im Inneren gab es weitere Veränderungen. Die Hauptwohnräume wurden gemäß dem Geschmack der Zeit in das Erdgeschoss verlegt, sodass im ersten Geschoss die Schlafzimmer der Familie eingerichtet werden konnten und die oberste Etage des Herrenhauses mehrheitlich Schlafzimmer für die Bediensteten beherbergte. Auch wurden viele Fenster und Türrahmen erneuert, wobei auch die meisten von Paines blinden Fenstern zu echten Fenstern umgestaltet wurden. Ein neu errichteter Kellerraum für eine Heizungsanlage musste bereits wenige Jahre später wegen dauerndem Grundwassereinbruch aufgegeben werden. Auch die Pavillons erfuhren eine Umgestaltung. Der östliche Pavillon wurde komplett zu herrschaftlichen Zwecken umgestaltet, indem er im Erdgeschoss als Billardzimmer diente, während in seiner ersten Etage ein Schlaf- und Studierzimmer sowie ein Badezimmer eingerichtet wurden. Um die damit verloren gegangenen Wirtschaftsräume zu ersetzen, wurden an den West-Pavillon zusätzliche Räume angebaut.
1921 folgten weitere Umgestaltungen der Bausubstanz, um der neuen Nutzung als Schule gerecht werden zu können. Vor allem das Innere wurde dazu stark verändert. So wurden zum Beispiel zahlreiche neue Zwischenwände eingezogen, während andere dafür niedergerissen wurden. In den Jahren 1929 bis 1930 folgte dann der Bau neuer und zusätzlicher Schulgebäude.